# Ursula Grady
Ursula Grady (* 20. Jahrhundert) ist eine ehemalige deutsche Orientierungsläuferin aus der Schwalm.

## Leben
Beim zu diesem Zeitpunkt bisher größten deutschen Orientierungslaufwettbewerb mit 500 Aktiven in den Einzelläufen und 600 in den Mannschaften im Rahmen des Deutschen Turnfestes 1973 in Stuttgart belegte sie für den TSV Rot-Weiß Leimsfeld startend in der Einzelwertung der Turnerinnen den zweiten Platz. Im September 1973 wurde sie zudem bei den Deutschen Orientierungslaufmeisterschaften des Deutschen Skiverbandes (DSV) im hessischen Retterode Vierte, im Oktober 1973 Hessische Meisterin in Michelstadt.
Im März 1974 wurde Ursula Grady beim Sensenstein-Marathon bei Nieste hinter Eva-Maria Westphal Zweite in 4:20:28 h. Bei der ersten Deutschen Orientierungslaufmeisterschaft des Deutschen Turner-Bundes (DTB) im Staatsforst Katzenelnbogen bei Diez im Oktober 1974 wurde sie für die LG Schwalm startend Deutsche Meisterin. Diesen Titel konnte sie im Folgejahr nicht verteidigen, als sie bei der OL-DTB-DM 1975 in Bärental wieder für den TSV Rot-Weiß Leimsfeld angetreten auf den dritten Platz lief. Wie schon bei der Orientierungslauf-DM 1973 konnten sich Luise Gruhn und Hadmut Hindorf, die deutsche Meisterin der parallel ausgetragenen OL-DSV-DM 1974, vor ihr platzieren.